# Suchá Rudná
Suchá Rudná (dříve také Suchý Zejf, německy Dürrseifen, polsky Sucha Rudna) je vesnice, část obce Světlá Hora v okrese Bruntál. Nachází se asi 3 km na severozápad od Světlé. Je to také název katastrálního území o rozloze 11,02 km2.

## Historie
Doklad o keltském osídlení Suché Rudné sahá až cca 3505 let př. n. l. V roce 1983 byly nalezeny při hloubení průzkumné rýhy přes historickou dobývku Měkká žíla vzorky zuhelnatělých dřev – hrotu šípu a zbytky dřevěného rýžovnického splavu a pomocí uhlíku C14 stanoveno stáří.
V roce 2013 byly v Suché Rudné při záchranném archeologickém průzkumu nalezeny dřevěné konstrukce, které prokazují zpracování zlata v této oblasti. Dle výzkumu spadají už do první třetiny 13. století.
Osídlení Suché Rudné a okolí bylo důsledkem zájmu českého krále Přemysla Otakara I. a jeho bratra moravského markraběte Vladislava Jindřicha využiti ložisek drahých kovů v Jeseníkách. Lze se domnívat, že má spojitost se založením města Bruntál v roce 1213. Město v té době získalo královské výsady právě proto, aby byla zajištěna kontinuita nově příchozích osadníků se zkušenostmi s těžbou drahých kovů.
První písemná zmínka o obci pochází z 1. října 1405 v dělicí listině, kterou si Bruntál s jeho správním obvodem a výnosy rozdělila mezi sebe opavsko–ratibořská knížata Jan II. a Mikuláš. Suchá Rudná se k roku 1880 uvádí jako Dürzejf, poté až do roku 1945 jako Suchý Zejf.

## Vývoj počtu obyvatel
Počet obyvatel Suché Rudné podle sčítání nebo jiných úředních záznamů:
| Rok            | 1869 | 1880 | 1890 | 1900 | 1910 | 1921 | 1930 | 1950 | 1961 | 1970 | 1980 | 1991 | 2001 | 2013 |
| -------------- | ---- | ---- | ---- | ---- | ---- | ---- | ---- | ---- | ---- | ---- | ---- | ---- | ---- | ---- |
| Počet obyvatel | 595  | 637  | 572  | 546  | 481  | 430  | 390  | 150  | 144  | 126  | 87   | 69   | 77   | 56   |
| poznámka       | 1.   | 1.   | 1.   | 1.   | 1.   | 1.   | 1.   | 1.   | 1.   | 1.   | 1.   | 1.   | 1.   | 1.   |

V Suché Rudné je evidováno 97 adres: 60 čísel popisných (trvalé objekty) a 37 čísel evidenčních (dočasné či rekreační objekty). Při sčítání lidu roku 2001 zde bylo napočítáno 49 domů, z toho 24 trvale obydlených.

## Pamětihodnosti
- kaple Nejsvětější Trojice byla postavená v roce 1796 nebo 1720 a to pravděpodobně v Karlově Studánce. Následně byla převezena v druhé polovině 19. století do Suché Rudné.[12]
- pomník obětem 1. světové války v Suché Rudné (1922) od sochaře Josef Obeth
- archeologické stopy hutě na neželezné kovy na Měkké žíle
- archeologické stopy po rudném dole Dehýnky

## Turistika
- V blízkosti obce můžeme nalézt pramen minerální vody obdobného složení, jako má pramen v Karlově Studánce, je však chudší na obsah CO2. V roce 1773 prozkoumal pramen prof. Cranz, uvádí, že kyselka je vhodná při trudnomyslnosti, srdeční vadě a nemoci sleziny. U pramene je turistický přístřešek s lavičkami a ohniště.[13]

- Tůň na okraji vsi zařazená mezi evropsky významné lokality v rámci systému Natura 2000 jedna ze dvou nejbohatších lokalit čolka velkého (Triturus cristatus) v Česku.[14].

- Vsí prochází cyklotrasy č. 6029, 6069.

## Galerie

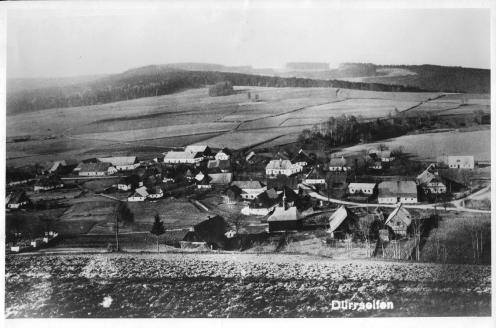
Panorama Suché Rudné kolem roku 1924
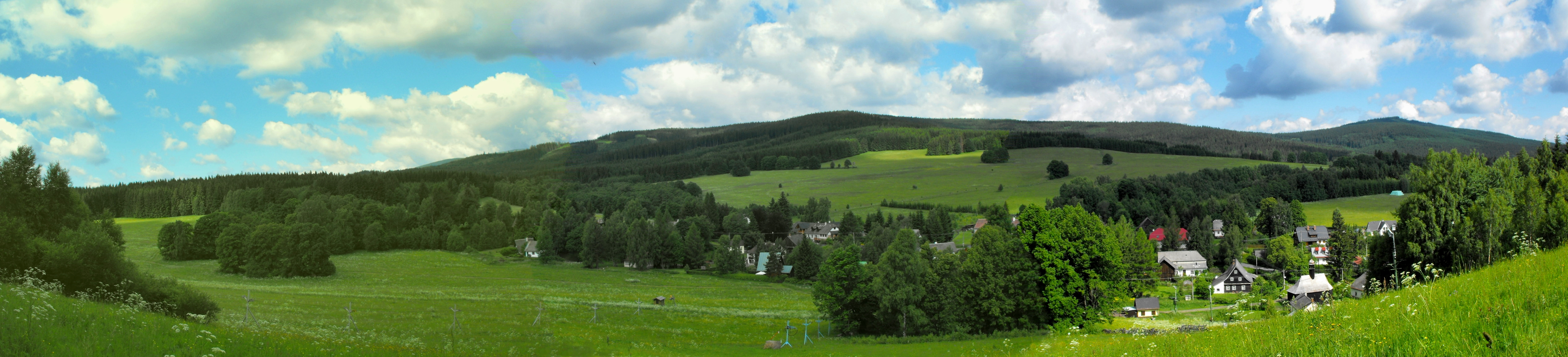
Suchorudenské panorama v roce 2009
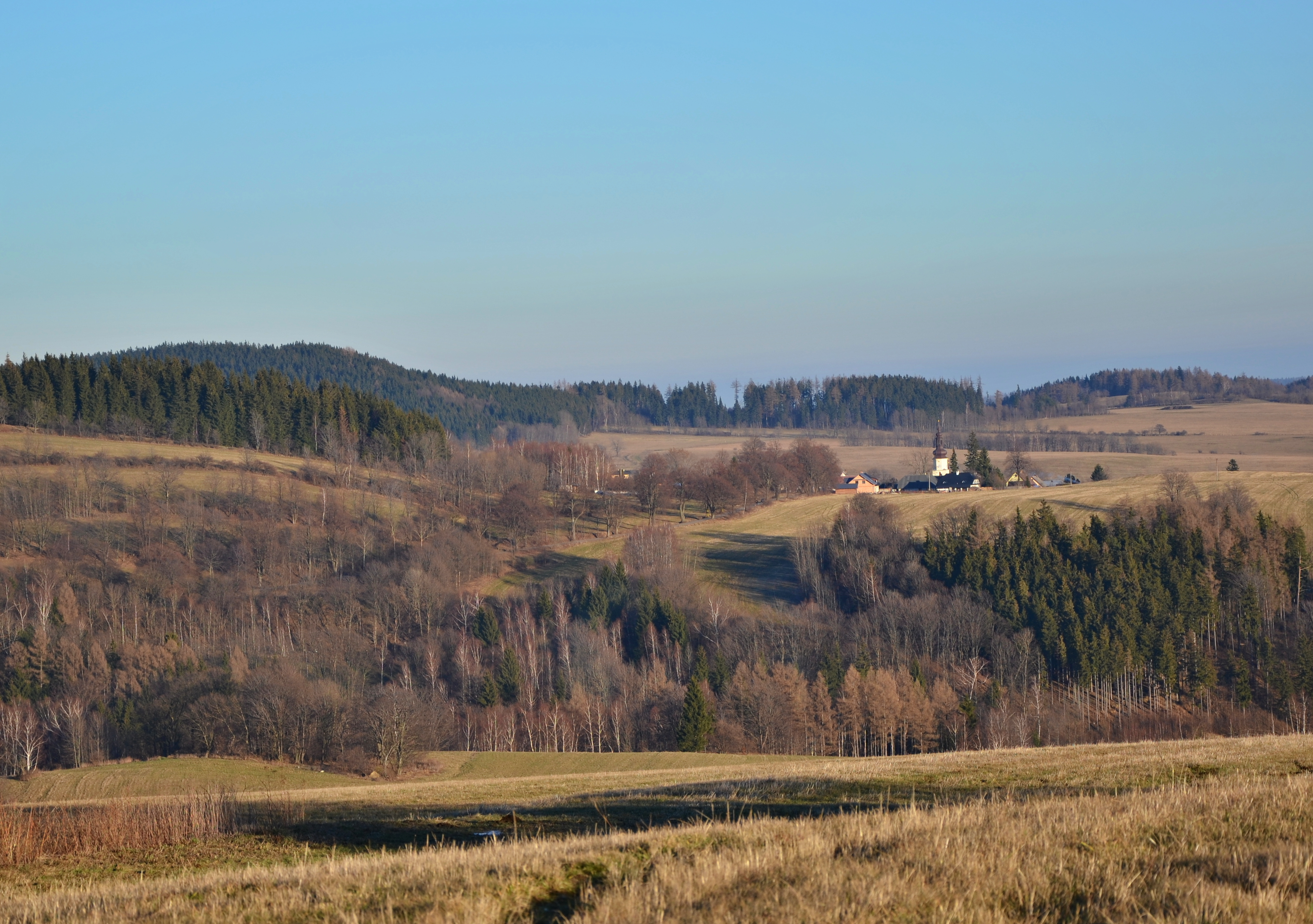
Výhled ze Suché Rudné na sousední Andělskou Horu
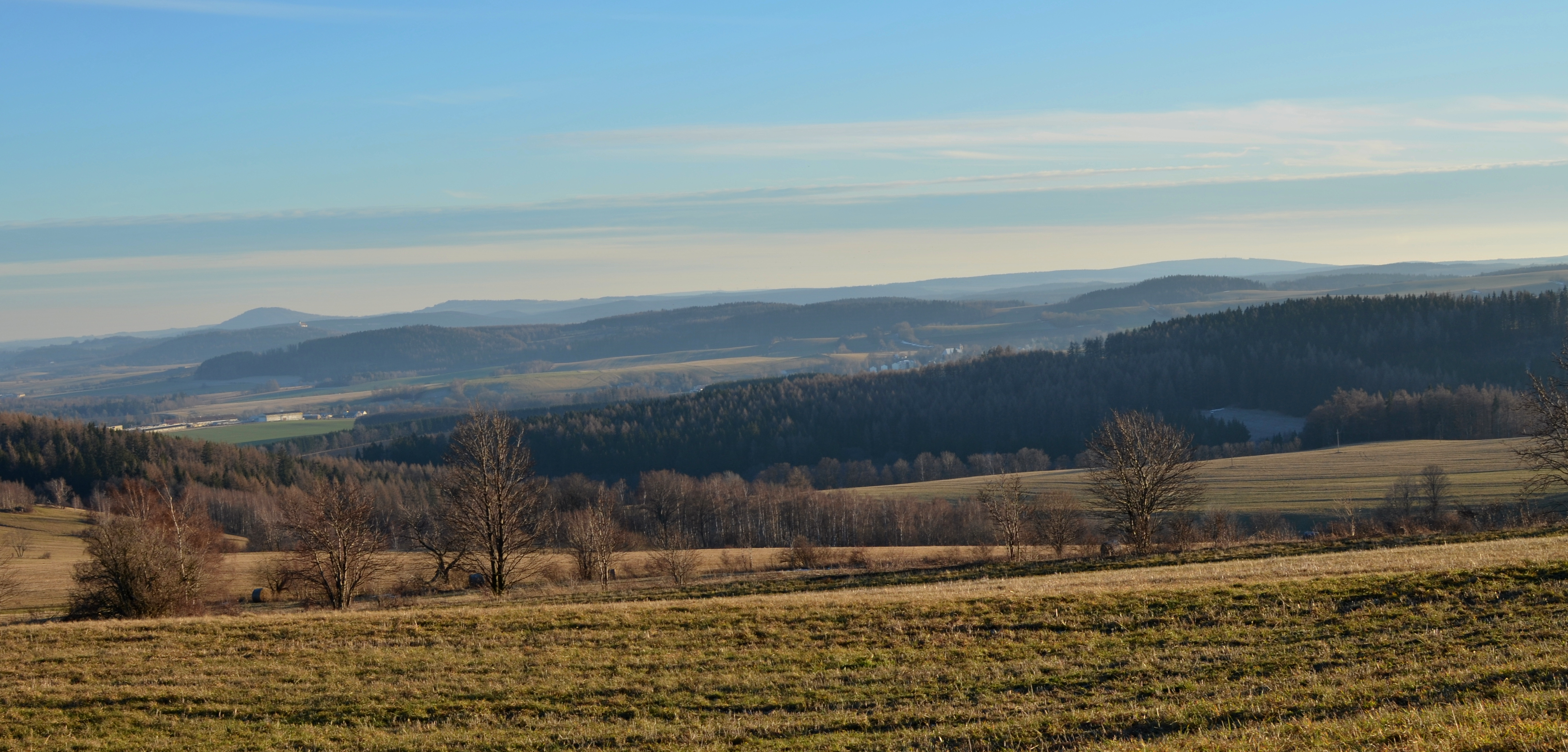
Výhled ze Suché Rudné na Uhlířský vrch a další sopky
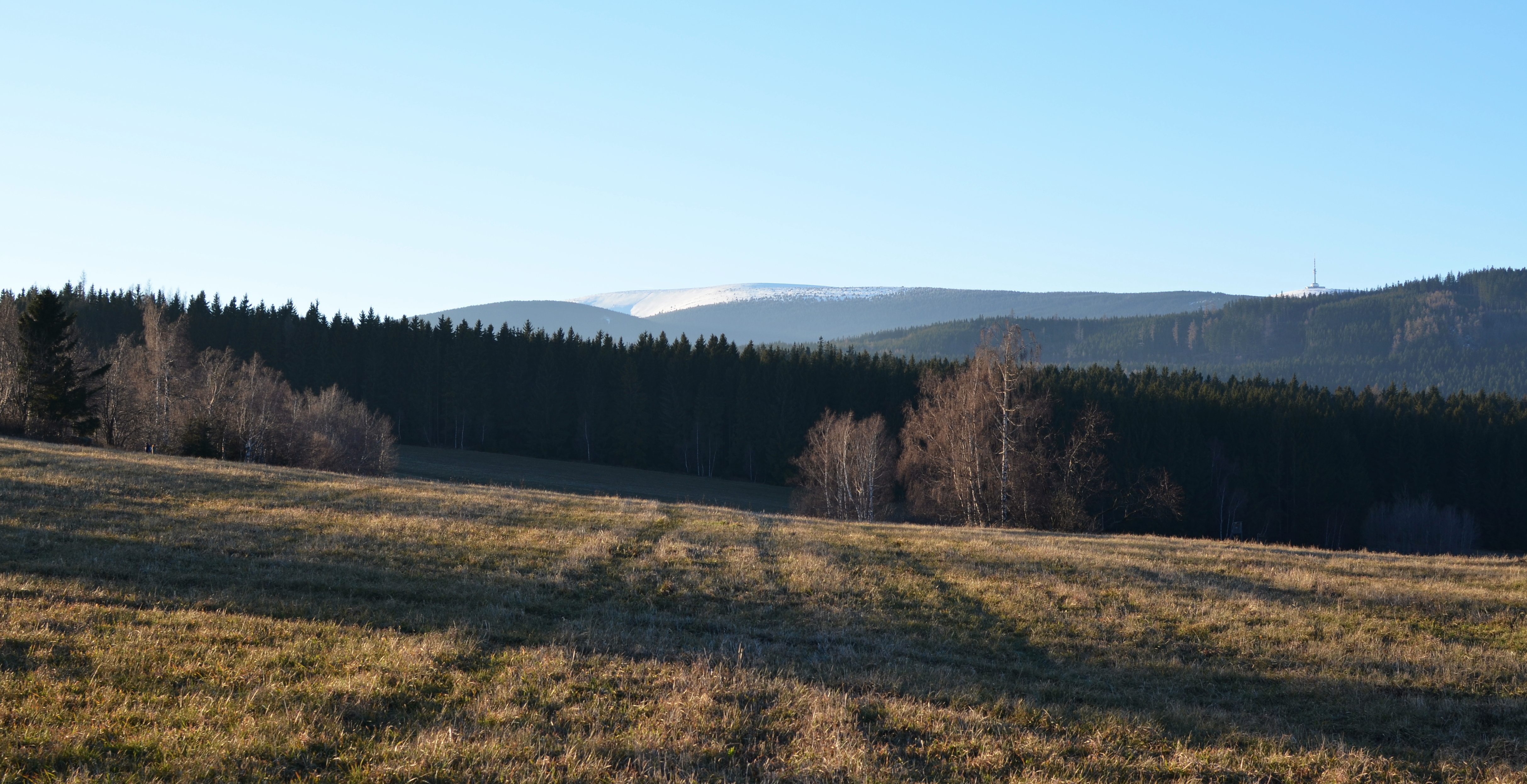
Výhled ze Suché Rudné na Praděd
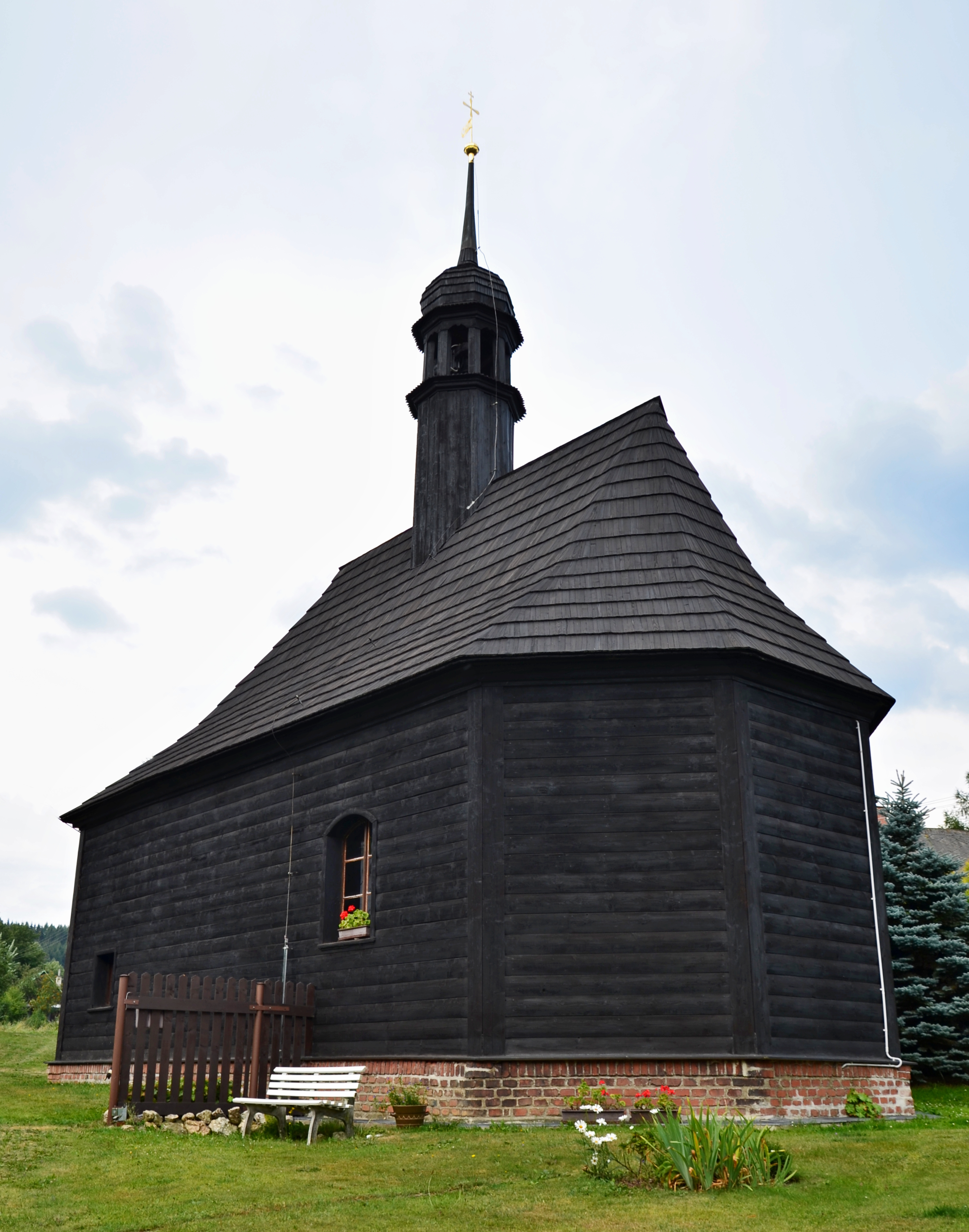
Kaple Nejsvětější Trojce v roce 2015
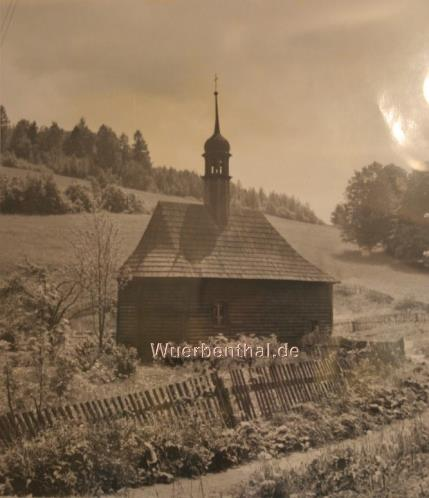
Kaple Nejsvětější Trojice
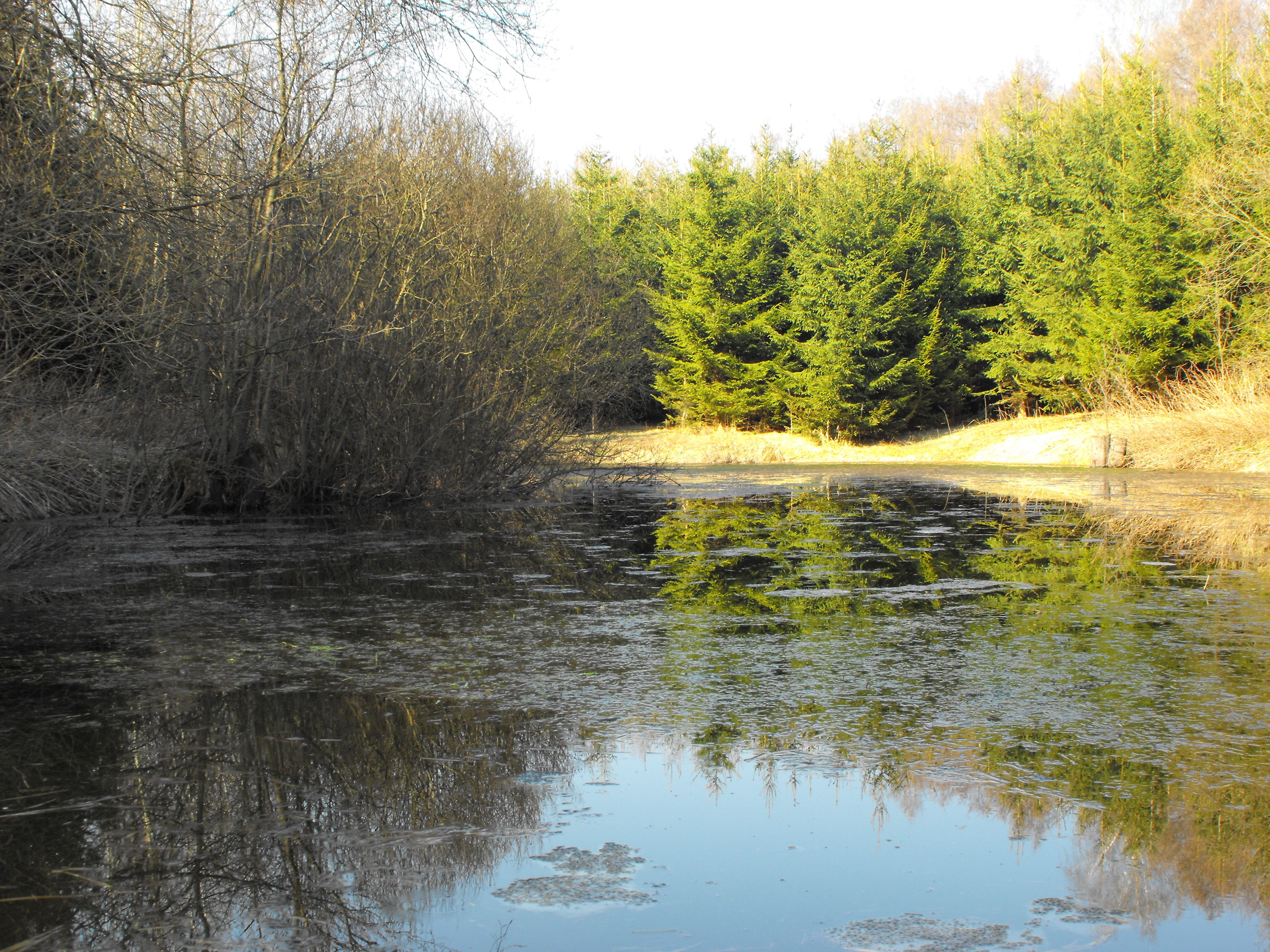
Tůň na okraji vsi Suchá Rudná vyhlášená jako Evropsky významná lokalita v rámci systému Natura 2000. Unikátním je zde výskyt čolka velkého.